# Сінт-Трейден
Сінт-Трейден (нід. Sint-Truiden, МФА: [sɪnˈtrœy̆də(n)]; фр. Saint-Trond  [sɛ̃ tʁɔ̃]) — місто на сході Бельгії, у Лімбурзі, з населенням 40,1 тис. (2017).
Місто розташоване в центрі родючого регіону Бельгії, Геспенгау, і славиться грушами, яблуками (Jonagold) та черешнями.

## Історія
Місто носить ім'я святого Трудона, що жив у цій місцевості (Геспенгау), прозваного "апостолом Геспенгау". У VII столітті він заснував на місці міста абатство, куди до його мощей стікалися паломники з усієї округи. Золота доба обителі припадає на XI століття і початок XII-го; тоді тут велося велике будівництво. Біля стін абатства виникло селище ткачів, з якого розвинулося сучасне місто. Самі будівлі абатства здебільшого не збереглися.
З XIII по XV століття Сінт-Трейден входив до Льєжського єпископства. Після переходу в руки Габсбургів (1477) місто занепало. У 1675 році були розібрані його середньовічні укріплення. У XIX столітті Сінт-Трейден відродився як ринок для збуту сільськогосподарської продукції.
Під час Другої світової війни на місцевому летовищі базувався знаменитий ас Гайнц-Вольфганг Шнауфер, прозваний англійцями «привидом із Сен-Трону» (за французькою назвою міста).

## Спорт
У Сінт-Трейдені базується професійний футбольний клуб вищого дивізіону чемпіонату Бельгії «Королівський футбольний клуб Сінт-Трейдена» (нід. De Koninklijke Sint-Truidense Voetbalvereniging, скор. Sint-Truidense VV).